# Caryomyia tuberculata
Caryomyia tuberculata är en tvåvingeart som beskrevs av Gagne 2008. Caryomyia tuberculata ingår i släktet Caryomyia och familjen gallmyggor. Inga underarter finns listade i Catalogue of Life.